# بيتر دبليو. غراي
بيتر دبليو. غراي (بالإنجليزية: Peter W. Gray)‏ هو قاضي ومحامي وسياسي أمريكي، ولد في 12 ديسمبر 1819 في الولايات المتحدة، وتوفي في 3 أكتوبر 1874 في نفس البلد. انتخب عضو مجلس نواب تكساس وانتخب عضو مجلس ولاية تكساس.